# Кикинети
Кикинети (груз. ქიქინეთი) — село в Грузии, на территории Адигенского муниципалитета края (мхаре) Самцхе-Джавахети.

## География
Село находится в южной части Грузии, на южном склоне Месхетского хребта, на расстоянии 15 километров (по прямой) к северо-востоку от посёлка городского типа Адигени, административного центра муниципалитета. Абсолютная высота — 1449 метров над уровнем моря.

## Население
По результатам официальной переписи населения 2014 года, в Кикинети проживал 151 человек (77 мужчин и 74 женщины). В национальной структуре населения грузины составляли 98 %, армяне — 1,3 %, русские — 0,7 %.
| Год  | Население, человек |
| ---- | ------------------ |
| 2002 | 177                |
| 2014 | ↘ 151              |